# Jay Brannan
Jay Brannan (* 29. března 1982 Houston, Texas, USA) je americký zpěvák, písničkář a herec.

## Biografie
Narodil se v Texasu, s částečně švédskými kořeny. Vyrůstal ve velmi konzervativní, věřící rodině. Krátce studoval v Ohiu, na přelomu století se přestěhoval do Los Angeles a následně do New Yorku. Než se začal naplno věnovat hudební kariéře, pracoval jako korektor úředních dokumentů.
V rozhovoru pro gay magazín Out v létě 2009 uvedl, že se se svou homosexuální orientací srovnal v 11 letech. Vymezil se však proti stereotypnímu škatulkování a uvedl, že gayství nepovažuje za součást své kariéry. Na dotaz redaktora odpověděl: „Neohlížím se na to, kdo je v publiku (mých vystoupení) nebo kdo mě poslouchá, nepohlížím na ně jako na gay komunitu. Mnoho z nich jsou gayové, někteří nejsou. Nechápu, jak to může lidi spojovat. Nechci, aby mě v obchodech prodávali v gay sekci, to by nebylo fér. Proč bych nemohl být dost dobrý na to, aby mě prodávali s ostatními zpěváky? (…) Mám jen jeden život a hodlám ho žít po svém bez ohledu na to, je-li na to zbytek světa připraven nebo ne.“ V podobném duchu se vyjádřil i v jiných rozhovorech. Čtenáři Out ho přesto v únoru 2012 uvedli do desítky nejoblíbenějších svobodných mládenců.

### Filmová tvorba
V roce 2006 si zahrál Setha v odvážném filmu Johna Camerona Mitchella Shortbus. Jeho píseň Soda Shop se stala výraznou součástí soundtracku k filmu a přivedla širší pozornost k Brannanově hudební tvorbě. Stala se nejstahovanější skladbou z digitálního vydání soundtracku a upoutala i na YouTube: Když měl film potíže s jeho uvedením v online databázi IMDb kvůli explicitnímu zobrazování sexu, Brannan reagoval 5. ledna 2007 videonahrávkou písně pořízenou na toaletě. Video za necelé dva roky zaznamenalo 1,5 milionu zhlédnutí.
V roce 2007 hrál Jakea ve snímku Touha (Holding Trevor). V roce 2012 pak hrál Hanse v upírském filmu Xan Cassavetesové Polibek prokleté duše (Kiss of the Damned).

### Hudební tvorba
Na kytaru začal hrát ve 20 letech, když překonal závislost na alkoholu. Jeho písně se vyznačují jeho tenorovým hlasem doprovázeným akustickou kytarou, s převažující neradostnou náladou a lehkým inteligentním humorem. Sám o své tvorbě uvedl, že „vychází z osobních zkušeností: vzteku, frustrace, samoty a zármutku“. „Dělám to jako terapii. Nepíšu věci pro ostatní lidi. Je to nefiltrované, necenzurované.“ Je označován za mužskou obdobu zpěvačky Joni Mitchellové.
V roce 2006 vydal vlastním nákladem v omezené edici čtyřpísničkové EP Disasterpiece (uváděno též jako Unmastered) obsahující i píseň Soda Shop. O dva roky později, v roce 2008 jej vydal znovu, doplněný ještě o dvě další písně.
Dne 15. července 2008 vydal také své první plnohodnotné album Goddamned, které se umístilo na 25. příčce v pořadí Top Album na iTunes. Dne 15. července 2009 následovalo vydání In Living Cover, kolekce dvou vlastních písní (Beautifully a Drowning) a sedmi cover verzí.
Dne 27. března 2012 vydal ve spolupráci s producentem Davidem Kahnem další album Rob Me Blind. Už v říjnu předchozího roku vydal z chystaného alba single Greatest Hits. Od předchozí tvorby se album odlišovalo širší orchestrací, v níž přineslo mimo jiné novou reedici písně Beautifully. Ve stejném období vyšla také živá nahrávka Live At Eddie's Attic s 12 skladbami, jak vlastními (The Spanglish Song, Half-Boyfriend či Housewife), tak coververzemi (Super Bass od Nicki Minaj či Someone Like You od Adele).
Dne 3. září 2013 vydal EP s názvem Around the World in 80 Jays, inspirované jeho koncertováním po celém světě. Album obsahovalo 9 cover verzí mezinárodních písní v šesti různých jazycích, kromě angličtiny i ve španělštině, němčině, francouzštině, portugalštině a italštině. Písně pocházely z repertoáru zpěvaček jako Selena, Elisa, Teri Moïse, Rebekah Del Rio či zpěváka Alexe C., v angličtině pak od Patty Griffin, Sinéad O'Connor a Gotye.
Na 15. července 2014 připravil k vydání ve vlastní produkci již třetí album své původní akustické tvorby s názvem Always, Then, & Now. Na albu s 12 skladbami spolupracoval s Drew Brodyovou. Mělo by zahrnovat mimo jiné píseň My Love, My Love, která zazněla ve filmu režiséra Thoma Fitzgeralda Cloudburst (2011, v ČR byl uveden pod festivalovým názvem Místy oblačno).

## Diskografie

### Studiová alba
- 2008: Goddamned
- 2009: In Living Cover
- 2012: Rob Me Blind
- 2014: Always, Then & Now

### EP
- 2007: Unmastered (znovu vydáno rozšířené v roce 2008)
- 2013: Around the World in 80 Jays

## Filmografie
- 2006: Shortbus – Ceth
- 2007: Touha (Holding Trevor) – Jake
- 2012: Polibek prokleté duše (Kiss of the Damned) – Hans